# Cetologie

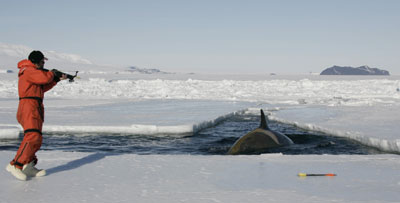
Ein Cetologe schießt einen Biopsie-Pfeil auf einen Schwertwal. Damit wird ein Stück Walhaut entnommen. Diese Entnahme ist für das Tier harmlos, da der Pfeil an ihm abprallt.

Cetologie (von altgr. κῆτος kētos, ‚Wal‘, ‚Meeresungeheuer‘, + -logie) ist die Wissenschaft, die sich mit den rund 90 Arten aus der Ordnung der Wale (Cetacea) befasst.
Zwei Unterordnungen werden unterschieden: die Bartenwale (Mysticeti), zu denen die größten Tiere der Evolutionsgeschichte zählen, und die Zahnwale (Odontoceti), zu denen auch die Familie der Delfine (Delphinidae) gehören.
Die Cetologie ist eine Teildisziplin der Mammalogie, der Wissenschaft von den Säugetieren, und als solche der Speziellen Zoologie zugehörig.